# Klaus Weinmann
Klaus Weinmann (* 10. Mai 1931 in Düsseldorf; † 16. Juni 2024) war ein deutscher Politiker (SPD).

## Leben
Klaus Weinmann besuchte die Volksschule und die Oberrealschule Traben-Trarbach. Nach der Mittleren Reife war er von 1947 bis 1949 auf der Landwirtschaftsschule Büchenbeuren und machte eine landwirtschaftliche Lehre. 1949 legte er die Gehilfenprüfung ab und arbeitete dann bis 1951 als Volontär in der Landwirtschaft. Von 1952 bis 1957 betätigte er sich als Hilfsarbeiter und als Tankwart bei den US-Streitkräften in Bad Kreuznach. Von 1957 bis 1960 war er Sachbearbeiter bei der Barmer Ersatzkasse in Bad Kreuznach und von 1960 bis 1979 Zweigstellenleiter bei der Barmer Ersatzkasse Trier.

## Politik
1959 wurde Weinmann Mitglied der SPD, war von 1966 bis 1988 Vorsitzender des SPD-Ortsvereins Traben-Trarbach und ab 1967 Mitglied des Unterbezirksvorstands. 1970 wurde er stellvertretender SPD-Vorsitzender Kreis Bernkastel-Wittlich.
Er war von 1964 bis 1974 Mitglied des Stadtrats Traben-Trarbach, wurde 1979 Erster Beigeordneter in der Verbandsgemeinde Traben-Trarbach und war von 1989 bis 1994 Stadtbürgermeister von Traben-Trarbach.
Von 1964 bis 1994 war er Mitglied des Kreistags Kreis Zell bzw. Landkreis Bernkastel-Wittlich, von 1970 bis 1979 Mitglied und 1974 Fraktionsvorsitzender im Verbandsgemeinderat Traben-Trarbach.
1979 wurde er in den neunten Landtag Rheinland-Pfalz gewählt, dem er zwei Wahlperioden lang bis 1987 angehörte. Im Landtag war er Mitglied im Ausschuss für Landwirtschaft, Weinbau und Forsten.
Daneben war er ab 1987 Vorsitzender des Sozialverbands VdK Ortsverband Traben-Trarbach-Wolf, von 1989 bis 2002 Vorsitzender des Sportvereins VfL 1861 Traben-Trarbach e. V., 1996 Gründungsmitglied und Vorsitzender der Vereinigung ehemaliger Mitglieder des Kreistags Bernkastel-Wittlich, 1997 Schiedsmann in der Stadt Traben-Trarbach, von 2006 bis 2011 Vorsitzender des Fördervereins für die Stumm-Orgel in der Evangelischen Kirche zu Trarbach e. V. und Mitglied der Deutschen Angestellten-Gewerkschaft bzw. bei ver.di.

## Auszeichnungen
- Bundesverdienstkreuz am Bande (1987)
- Freiherr-vom-Stein-Plakette (1994)